# Idiocerus myroxyli
Idiocerus myroxyli är en insektsart som beskrevs av Hajime Ishihara 1955. Idiocerus myroxyli ingår i släktet Idiocerus och familjen dvärgstritar. Inga underarter finns listade i Catalogue of Life.